# La túnica de Josep
La túnica de Josep és un quadre del pintor sevillà Diego Velázquez, que es conserva al museu del Monestir de l'Escorial (Madrid).

## Data i la tècnica
El quadre estaria pintat després o durant el seu primer viatge a Itàlia entre els anys 1629-1631. Sembla que Velázquez ha abandonat el clarobscur i una llum general envaeix l'habitació on té lloc l'esdeveniment. Així mateix els colors (blau, taronja, groc) estan molt influïts per artistes venecians, bé dels quadres que es disposava a la col·lecció reial o dels que Velázquez va contemplar al seu viatge a la península Itàlica, on va fer escales a Venècia i a Roma.
Dues de les figures apareixen, una d'esquena i l'altra de costat amb el pit descobert, mostrant-nos la seva anatomia, la seva musculatura, aquesta tendència a despullar a les figures, que ja s'observa a obres com El triomf de Bacus o La forja de Vulcà a poc a poc anirà guanyant terreny a les obres de Velázquez a causa d'aquesta influència italiana, la referència a Miquel Àngel és inevitable.
A poc a poc Velázquez, va pintant d'una forma menys detallista que als seus quadres de primera època, però és capaç d'aconseguir una qualitat similar als objectes metàl·lics o ceràmics que apareixen a l'obra, mai no perdrà el seu realisme fotogràfic, encara que cada vegada les seves pintures siguin amb pinzellades més soltes. La profunditat també l'interessa i amb el paisatge del fons aconsegueix una unitat amb els personatges que formen part de l'escena.
És molt curiosa la figura del gos que apareix a l'obra i que hi ha qui sosté que és una recomanació de Rubens, qui li diria a Velázquez que així el quadre guanya en elegància. No serà l'única vegada que Velázquez utilitza aquesta figura, ja que la veiem també a obres com Las Meninas realitzada l'any 1659.

## Tema
La referència és a l'Antic Testament, quan els fills de Jacob es presenten davant el seu pare per comentar- li que el seu fill favorit, Josep, ha mort degut a l'atac d'uns llops. Els germans de Josep, una mica cansats dels somnis poderosos que contínuament tenia el seu germà, van decidir de vendre'l a uns comerciants egipcis, ensenyen el seu pare, les robes de Josep, que poc abans havien tacat amb la sang d'un xai.
Jacob, està representat just al moment que rep la notícia, per això fa gest d'aixecar-se de la cadira en què es troba, alçant els braços, amb gest de sorpresa davant la notícia de la mort del seu fill favorit. El gos, introduït al quadre per Velázquez, borda als sospitosos de la mentida, potser adonant-se'n de l'engany.